# Nimrod (album)
| Recensione | Giudizio |
| ---------- | -------- |
| AllMusic   |          |

Nimrod (conosciuto anche come nimrod.) è il quinto album in studio del gruppo musicale punk rock statunitense Green Day, pubblicato nel 1997. Come il precedente lavoro, ha avuto un discreto successo.
Dall'album sono stati estratti quattro singoli: nell'ordine, Hitchin' a Ride, Good Riddance (Time of Your Life), Redundant, e Nice Guys Finish Last.
Il titolo dell'album è al contempo il nome di un personaggio biblico e una parola gergale americana che significa idiota.
Il 27 gennaio 2023 è stata pubblicata un'edizione speciale per il 25º anniversario del disco, contenente (oltre alle 18 canzoni della versione standard) 14 demo (di cui 4 inediti e 2 cover) e 20 tracce registrate dal vivo al concerto del 14 novembre 1997 all'Electric Factory di Philadelphia.

## Descrizione
In questo album i Green Day sperimentano vari generi musicali, dall'hardcore punk (Take Back) al pop punk (Redundant, Worry Rock, Walking Alone), dallo ska punk (King for a Day) al surf rock (Last Ride in).
Per quanto riguarda i testi, Hitchin' a Ride, All the Time e Walking Alone parlano di alcolismo, Platypus (I Hate You) e Take Back sono canzoni di offesa verso persone, Prosthetic Head parla dell'opinione di Billie Joe Armstrong riguardo alle persone che frequentando il mondo di Hollywood diventano false, Haushinka è una ragazza che Billie Joe ha conosciuto in Giappone, Reject deriva dalla risposta di Billie Joe a una lettera ricevuta dalla madre di un bambino che aveva comprato Insomniac, che lo accusava di essere volgare, The Grouch infine parla di questioni di vita matrimoniale.

## Tracce
Testi di Billie Joe Armstrong, musiche di Green Day.
1. Nice Guys Finish Last – 2:49
2. Hitchin' a Ride – 2:51
3. The Grouch – 2:12
4. Redundant – 3:17
5. Scattered – 3:02
6. All the Time – 2:10
7. Worry Rock – 2:27
8. Platypus (I Hate You) – 2:21
9. Uptight – 3:04
10. Last Ride in – 3:47
11. Jinx – 2:12
12. Haushinka – 3:25
13. Walking Alone – 2:45
14. Reject – 2:05
15. Take Back – 1:09
16. King for a Day – 3:14
17. Good Riddance (Time of Your Life) – 2:34
18. Prosthetic Head – 3:38

## Formazione
- Billie Joe Armstrong – voce, chitarra, armonica a bocca
- Mike Dirnt – basso, cori
- Tré Cool – batteria
- Gabrial McNair – corno
- Conan McCallum – violino in Good Riddance (Time of Your Life)

## Classifiche
| Classifica (1997) | Posizione massima |
| ----------------- | ----------------- |
| Australia         | 3                 |
| Austria           | 28                |
| Canada            | 4                 |
| Finlandia         | 40                |
| Francia           | 43                |
| Germania          | 31                |
| Italia            | 15                |
| Nuova Zelanda     | 22                |
| Paesi Bassi       | 80                |
| Regno Unito       | 11                |
| Stati Uniti       | 10                |
| Svezia            | 36                |
| Svizzera          | 33                |